# Мате
Матé (испанско произношение: [ˈmate]), или шимарао (Португалски: [ʃimaˈhɐ̃w̃]), е традиционна южноамериканска тонизираща напитка с високо съдържание на кофеин, широко разпространена в Уругвай, Аржентина, Парагвай, южните щати на Бразилия, Чили и Боливия (областта Гран Чако). Тя се приготвя чрез накисване на изсушени и стрити листа на дървото йерба мате в гореща вода.

## Калабас и бомбиля
Мате се пие с метална сламка (тръбичка) от куха кратуна. Сламката се нарича bombilla в някои латиноамерикански страни, bomba в Португалия, както и bombija и традиционно се изработва от сребро. Съвременните сламки обикновено са изработени от алпака, неръждаема стомана или от кухи тръстикови стебла. Освен от кратуна, наричана също мате или калабас, мате се пие в съдове изработени от сребро, животински рога (гуампа), порцелан, стъкло или дърво. Листата остават в съда през цялото време, без да се прецеждат, като напитката се пие с помощта на сламката, завършваща в долния си край с цедка.

## История
Още в доколумбова Америка населяващите Гран Чако индианци гуарани приготвяли напитка от листата на йерба мате. Матето е внесено за първи път в Европа, след като йезуитите християнизирали Парагвай през ХVІІ век. Те бързо се адаптирали към местните обичаи и напитката станала известна и като „йезуитски чай“.

## Химичен състав
Листата на мате съдържат кофеин, теобромин, дъбилни вещества, витамини A, B, C, лимонена киселина, ванилия, вода, изобутиринова киселина, инозитол, ксиленол, маслена киселина, никотинова киселина (витамин B3), пантотенова киселина (витамин B5), пиридоксин (витамин В6), белтъчини, рибофлавин (витамин В2), рутин, смола, стеаринова киселина, танин, теобромин, теофилин, тригонелин, хлорофил, холин, целулоза и др.

## Свойства на напитката
Матето има горчив вкус (по-малко горчив от този на зеления чай), с лекота по състава на витамини и минерали материал е сравним с чая. Има тонизиращо действие, подобрява храносмилането и функциите на черния дроб, според някои учени напитката има и имуностимулиращо действие. Матето се препоръчва като средство за намаляване на въздействието на неврози и депресии и стимулира по-добро настроение и повишена активност. Няма странични ефекти като безсъние, тревожност, безпокойство, емоционален дисбаланс и нервност.

## Начин на приготвяне
Една чаена лъжичка от стритите и изсушени листенца се залива с 250 мл гореща вода (70 – 80 °C), престоява 2 – 3 мин, след което може да се пие.

## Галерия
- Изсушени листа йерба мате
- Калабас
- Съдове гуампа
- Бомбиля
- Напитка